# إديت بلس (محرر نصوص)
إديت بلس هو محرر نصوص مخصص للعمل على أنظمة مايكروسوفت ويندوز وهو يدعم هيكليات المعالجات بطول 32 بت، تم تطويره على يد سانجل كيم والذي كان يعمل لحساب شركة إي أس كمبيوتينغ (ES-Computing)، يتميز هذا المحرر بدعمه الواسع والشامل للأدوات التي يحتاجها المطورون والمبرمجون أثناء تحرير الشيفرات المصدرية لبرامج الحاسوب وبالأخص لمطوري صفحات الويب.

## المزايا والوظائف
يتميز إديت بلس بالعديد من المزايا والوظائف التي يشترك فيها مع العديد من أقرانه من محررات النصوص الحديثة، ويشمل ذلك:
- دعم تعليم (تمييز) الصيغة لعدد من لغات البرمجة ويشمل ذلك أتش تي أم أل، صفحات الطرز المتراصة، بي إتش بي،  صفحات خادم نشطة (ASP)، سي، سي++، بيرل، جافا، جافا سكريبت، و في بي سكريبت وهذا الدعم هو الدعم الافتراضي لوظيفة تمييز الصيغة، ويتم تنفيذ هذه الوظيفة عن طريق ملفات تسمى ملفات الصيغة (syntax files) ويستطيع المستخدمون دعم لغات البرمجة الأخرى أو حتى تخصيص هذه الوظيفة باضافة أو تعديل ملفات الصيغة المضمنة مع المحرر.

متصفح الويب المضمن في إديت بلس

- وجود متصفح ويب مضمن مع المحرر بحيث يتم معاينة عملية كتابة الشيفرة المصدرية للغات أتش تي أم أل و الجافا أبليت (Java applet) من دون الحاجة لمغادرة منصة التحرير، ويتميز هذا المتصفح بقدرته على توفير الوظائف المعيارية التي يتمتع بها أي متصفح معياري بحيث يستطيع المستخدمون تصفح صفحات الويب الخارجية بالإضافة إلى صفحات الويب الداخلية والتي يتم تحريرها.
- دعم نقل الملفات إلى الخوادم عن طريق بروتوكول نقل الملفات بالإضافة إلى اتاحة القدرة للمستخدمين على القيام بتعديل الملفات في الخادم من دون الحاجة لتنزيلها وتعديلها وحفظها ومن ثم نقلها حيث يستخدم المحرر نفس التقنية لتعديل الملفات في الخوادم البعيدة المدى.
- القدرة على تمييز روابط عناوين الانترنت بالإضافة إلى قدرته على تمييز عناوين البريد الالكتروني وذلك أثناء القيام بتحرير النصوص، ويمكن للمستخدمين أيضاً القيام بتفعيل هذه الروابط واستخدامها عند الضغط على أزرار التفعيل (مثل زر F8).
- دعم اظهار الملفات بالنمط الستة عشري (Hex mode) كما ويمكن للمستخدمين القيام بالتبيديل بين نمطي الاستخدام النصي والستة عشري عن طريق أمر واحد فقط.
- دعم طي النصوص، حيث يتيح المحرر للمستخدمين القيام بطي النصوص بشكل سريع وملائم ويتناسب في ذلك مع مقدار الإزاحة النصية للسطور بحيث يقوم المستخدم باخفاء النصوص واظهارها بناءً على مقدار الإزاحة المطلوبة.
- وجود شريط أدوات مخصص للغة أتش تي أم أل، حيث يساعد هذا الشريط على ادخال أوسمة الأتش تي أم أل (HTML Tags) بشكل سريع مما يوفر على المستخدمين الوقت والمجهود في كتابة الشيفرة المصدرية لصفحة الويب، بالإضافة إلى احتوائه على عدد اَخر من الأودات مثل منتقي الألوان وراسم الجداول وغيرها من الأدوات.
- دعم الإكمال التلقائي، حيث يدعم المحرر هذه الوظيفة للغات بيرل و سي، وسي++ وهذه هي اللغات المدعومة بشكل افتراضي، ويستطيع المستخدمون القيام بتخصيص وإضافة لغات برمجة جديدة عن طريق تعديل أو إضافة ملفات تسمى ملفات الإكمال التلقائي (auto completion files).
- دعم قوالب الوثائق، بحيث يستطيع المستخدمون تفعيل هذه القوالب لاستعمالها عند القيام بانشاء ملفات جديدة.
- إظهار أرقام السطور.
- دعم عملية التضليل العامودي للنصوص (column selection).
- دعم عمليات البحث (والبحث والاستبدال).
- القدرة على استلحاق واسترجاع الحالة النصية (multiple undo/redo).
- وجود مدقق املائي.
- توفير القدرة على تخصيص وظائف أزرار لوحة المفاتيح (اختصارات لوحة المفاتيح).

بالإضافة إلى العديد من الوظائف الأخرى التي يدعمها المحرر وبامكان المستخدمين الرجوع إلى الموقع الرئيسي لمعاينة جميع المزايا والوظائف التي يوفرها المحرر لمستخدميه.